# Comuna Halciînți, Teofipol
Halciînți (în ucraineană Гальчинці) este o comună în raionul Teofipol, regiunea Hmelnîțkîi, Ucraina, formată din satele Cervonîi Sluci, Halciînți (reședința), Ielîzavetpil și Novoivanivka.

## Demografie
Componența lingvistică a comunei Halciînți
     Ucraineană (99,2%)
     Alte limbi (0,64%)
Conform recensământului din 2001, majoritatea populației comunei Halciînți era vorbitoare de ucraineană (99,2%), existând în minoritate și vorbitori de alte limbi.